# Линия B (Лионский метрополитен)
Линия B (фр. Ligne B) Лионского метрополитена проходит целиком на левом берегу Роны с севера на юг, на ней находится пересадка на вокзал скоростных поездов (TGV) Пар-Дьё.  
На линии 12 станций (из них 2 — пересадочные), протяжённость 7,7 км. Среднее расстояние между станциями — 775 м. Первоначально линия, открытая в 1978 году, была ответвлением от линии A. В сутки линия перевозит 180 000 пассажиров.

## Станции
- Шарпен — Шарль Эрню (Charpennes — Charles Hernu) > пересадка на Линию A
- Бротто (Brotteaux)
- Гар Пар-Дьё — Вивье Мерль (Gare Part-Dieu — Vivier Merle)
- Плас Гишар — Бурс дю Травай (Place Guichard — Bourse du Travail)
- Сакс — Гамбетта (Saxe — Gambetta) > пересадка на Линию D
- Жан Масе (Jean Macé)
- Плас Жан Жорес (Place Jean Jaurès)
- Дебур (Debourg)
- Стад де Жерлан (Stade de Gerland)
- Гар д'Улен (Gare d'Oullins)
- Улен Сантр (Oullins Centre)
- Сен-Жени-Лаваль — Опиталь Лион Сюд (Saint-Genis-Laval — Hôpital Lyon Sud)

Схема линии B Лионского метрополитена

## Подвижной состав

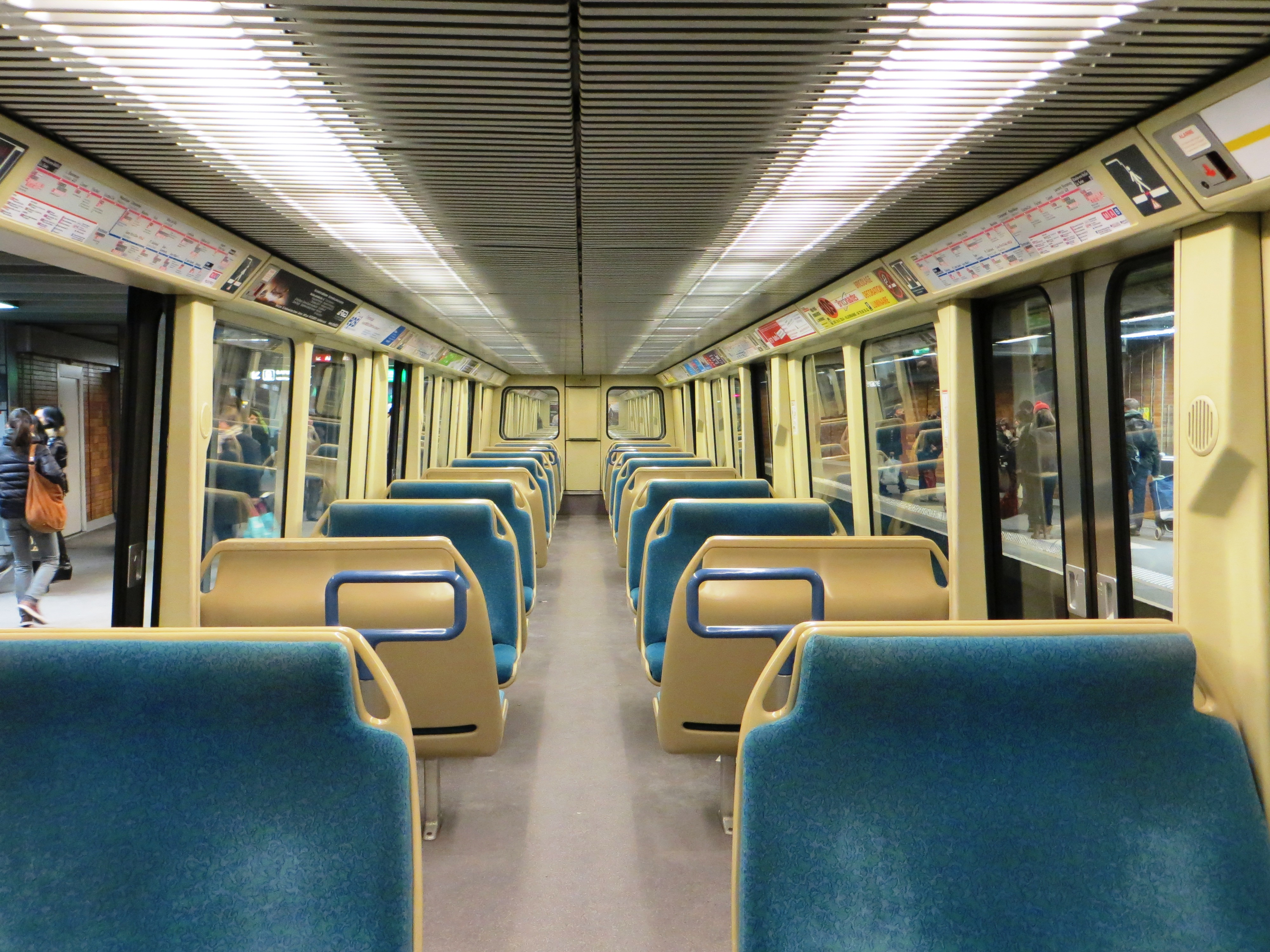
Старая отделка вагона на линиях A и B

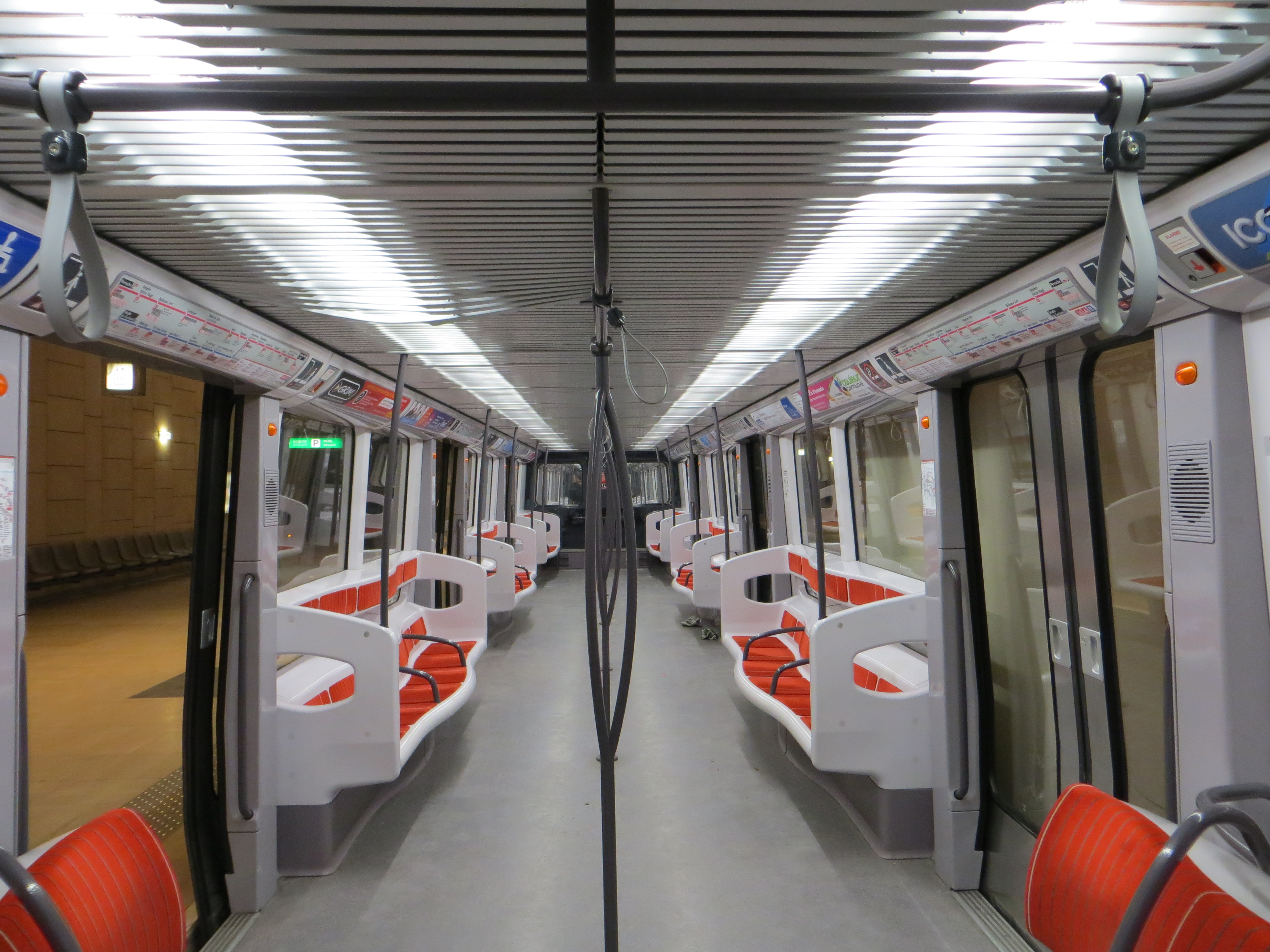
Обновлённый вагон на линиях A и B

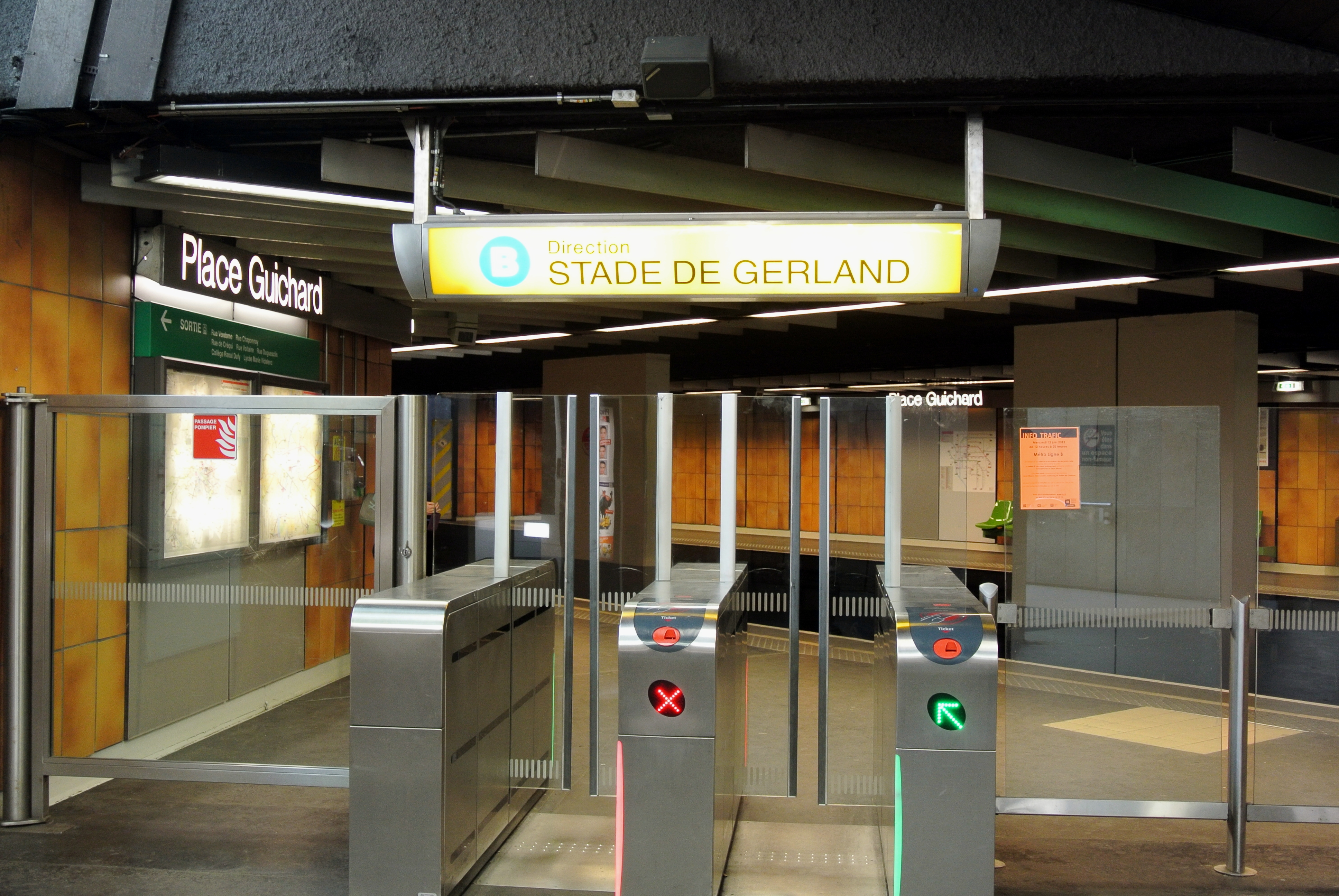
Вход на станцию «Плас Гишар — Бурс дю Травай»

В час пик на линии работают 11 составов Alstom MPL 75 на шинном ходу выпуска 1975  года. Каждый состав рассчитан на перевозку 428 пассажиров и имеет 114 сидячих мест.
Линию обслуживает депо Пудрет в Во-ан-Велене (вместе с линией A). Всего в депо имеются 32 состава Alstom MPL 75.

## Краткая история
- 2 мая 1978 — открытие участка Шарпен — Шарль Эрню → Гар Пар-Дьё — Вивье Мерль
- 14 сентября 1981 — открытие участка Гар Пар-Дьё — Вивье Мерль → Жан Масе
- 4 сентября 2000 — открытие участка Жан Масе → Стад де Жерлан
- 11 декабря 2013 — открытие участка Стад де Жерлан → Гар д'Улен
- 20 октября 2023 - продление на две станции.